# کراچویتسه پرواتنه
کراچویتسه پرواتنه (به لهستانی:  Kraczewice Prywatne) یک روستا در لهستان است که در گمینا پونگاتووا واقع شده‌است. کراچویتسه پرواتنه  ۱٬۰۰۰ نفر جمعیت دارد.